# Rocawear
Rocawear est une compagnie américaine d'habillement. Son siège se situe à New York.
Elle a été fondée en 1999 par les cofondateurs de Roc-A-Fella Records Damon Dash et Shawn Carter (surtout connu pour son nom artistique, Jay-Z).